# Colobothea discicollis
Colobothea discicollis es una especie de escarabajo longicornio del género Colobothea, categorizada en la tribu Colobotheini, de la subfamilia Lamiinae. Fue descrita por Gahan en 1889.

## Descripción
Mide 19 mm de longitud.

## Distribución
Se distribuye por Bolivia y Brasil.